# Ramon Pla i Armengol
Ramon Pla i Armengol (Alentorn, Artesa de Segre, Noguera, 1880 - Barcelona, 6 de febrer de 1958) fou un metge i polític català.

## Trajectòria mèdica
Es llicencià en medicina a la Universitat de Barcelona el 1901 i doctorat a la Universitat de Madrid en 1904, especialitzat en bacteriologia. Treballà com a metge a l'Hospital de Santa Creu i Sant Pau i fou ajudant del doctor Ramon Turró i Darder al Laboratori Municipal de Bacteriologia. El 1903 va fundar el Patronat de Catalunya per a la lluita contra la tuberculosi i des del 1907 fou el redactor d'Annals de Medicina. El 1918, l'Acadèmia i el Laboratori de Ciències Mèdiques de Catalunya sol·licità a la Mancomunitat de Catalunya que subvencionés aquests treballs, creant poc temps després al manicomi de Salt, sota els auspicis d'aquell organisme, un laboratori antituberculós dirigit pel doctor Ravetllat i Estech i pel doctor Pla i Armengol, que funcionà durant un període de tres anys. Posteriorment van publicar una memòria sobre els treballs realitzats, a la que seguiren altres exposant les bases científiques del sèrum elaborat per ells per curar aquella terrible malaltia. Aquests dos metges van establir la fundació Ravetllat-Pla. Fou un dels pioners mundials de la teoria mutativa del bacil de Koch, que conduí a la descoberta de la vacunació antituberculosa de Calmette.

## Trajectòria política
Interessat per la política de ben jove, ingressà a la Unió Catalanista de la mà de Domènec Martí i Julià i Manuel Serra i Moret, i en el III Congrés de Metges de Llengua Catalana de 1919 proposà la fundació d'un sindicat de metges. El 1917 ingressà a l'Agrupació Socialista de Barcelona (PSOE) i el 1919 en fou candidat a diputat provincial pel districte de Vilanova-Sant Feliu, però no fou escollit. Durant aquells anys destacà pel seu anticatalanisme. Dins del PSOE es va mostrar partidari de col·laborar amb la dictadura de Primo de Rivera. Va representar diverses agrupacions socialistes als Congressos del PSOE de 1928, 1931 i 1932 i de 1931 a 1932 fou president de la Federació Catalana del PSOE.
Després del frustrat intent d'unificació socialista del 1933, abandonà el PSOE per ingressar a la Unió Socialista de Catalunya (USC). A les eleccions generals espanyoles de 1936 fou elegit diputat per Barcelona ciutat dins del Front d'Esquerres. Va participar en la darrera sessió de les Corts republicanes al Castell de Figueres, el dia 1 de febrer de 1939. En un primer moment es va exiliar a Bèlgica i després a França i, el 1942 arribà a Mèxic a bord del Nyassa. Allí va col·laborar amb la Borsa del Metge Català a Mèxic i hi fundà les Edicions Minerva amb Miquel A. Marín i Ricard Mestre i Ventura. El 1947 va anar a París, on va treballar per a la Creu Roja Republicana. El 1948 va tornar a Barcelona, i hi va morir el 1958.

## Obres
- La dieta hídrica (1907)
- De Catalanisme (1908)
- Diagnòstic precoç de la tuberculosi pulmonar (1910)
- De com s'estima la vida i perquè (1917)
- El socialismo en Cataluña (1930)